# مارك ميرفي
مارك ميرفي (بالإنجليزية: Mark Murphy (singer))‏ (و. 1932 – 2015 م) هو مغن، وعازف الجاز من الولايات المتحدة الأمريكية . ولد في سيراكيوز، نيويورك .
توفي في إنغلوود .

## روابط خارجية
- مارك ميرفي على موقع IMDb (الإنجليزية)
- مارك ميرفي على موقع ميوزك برينز (الإنجليزية)
- مارك ميرفي على موقع أول ميوزيك (الإنجليزية)
- مارك ميرفي على موقع ديسكوغز (الإنجليزية)